# Jordi Sánchez i Picanyol
Jordi Sánchez i Picanyol (ur. 1 października 1964 w Barcelonie) – kataloński działacz polityczny i społeczny, przewodniczący Katalońskiego Zgromadzenia Narodowego, absolwent nauk politycznych Autonomicznego Uniwersytetu w Barcelonie rocznik 1991. Były adiunkt nauk politycznych na Uniwersytecie w Barcelonie.